# Caledonia (Minnesota)
Caledonia – miasto w Stanach Zjednoczonych, w stanie Minnesota, siedziba administracyjna hrabstwa Houston.